# Upravljalnik oken
Upravljálnik óken (tudi ókenski upravljálnik, angleško window manager) je sistemska programska oprema, ki nadzira postavitev in izgled oken znotraj okenskega sistema v grafičnem uporabiškem vmesniku. Večina upravljalnikov oken je oblikovana za zagotavljanje pomoči namiznemu okolju. Delujejo v povezavi z ustreznim grafičnim sistemom, ki zagotavlja zahtevano funkcionalnost in podporo za grafično strojno opremo, kazalne naprave in tipkovnico. Velikokrat so napisani in izdelani s pomočjo vizualnih gradniških kompletov orodij (widget toolkit).
Nekaj upravljalnikov oken je načrtovanih z jasnim razlikovanjem med okenskim sistemom in upravljalnikom oken. Vsak grafični uporabniški vmesnik, ki temelji na metafori oken, ima neko obliko upravljanja oken. V praksi se elementi te funkcionalnosti zelo razlikujejo. Elementi, ki so po navadi povezani z upravljalniki oken, dovoljujejo uporabniku odpiranje, zapiranje, zmanjševanje, povečevanje, premikanje, spreminjanje velikosti in sledenje delujočih oken, vključno z okenskimi okrasitvami. Mnogo upravljalnikov oken vsebuje različne dodatke in gradnike – na primer: združitve (docks), opravilne vrstice (taskbars), sprožilnike programov, namizne ikone in slike za ozadja.

## Upravljalniki oken X
Na operacijskih sistemih, ki uporabljajo X Window System, obstaja jasno razlikovanje med upravljalnikom oken in okenskim sistemom. Strogo gledano upravljalnik oken X ne deluje neposredno z video strojno opremo, miško ali tipkovnico. Za to je odgovoren zaslonski strežnik.
Uporabniki sistema X Window System imajo možnost enostavne uporabe različnih upravljalnikov oken. Na primer Metacity, uporabljen v GNOME 2, Mutter v GNOME 3 ali KWin v KDE Plasma Workspaces, ter mnogi drugi. Ker je veliko upravljalnikov oken modularnih, lahko uporabniki uporabljajo druge, kot je na primer Compiz (trirazsežni kompozitni upravljalnik oken), ki nadomesti upravljalnik oken. Sawfish in awesome sta na drugi strani razširljiva upravljalnika oken, ki ponujata točnejši nadzor oken. Komponente različnih upravljalnikov oken se lahko tudi mešajo in prilagajajo.Na primer okensko okraševanje iz KWin se lahko uporabi z namiznimi in združitvenimi komponentami GNOME.
Upravljalniki oken X imajo tudi možnost reparentnih aplikacij, kar pomeni, da v začetni fazi vse aplikacije privzame korensko okno (v bistvu celotni zaslon), aplikacije, ki so se zagnale znotraj korenskega okna, se lahko privzamejo z drugim oknom. Upravljalniki oken pod X Window System privzamejo aplikacije iz korenskega okna in jim dodajo okonsko okrasje (na primer z dodajanjem naslovne vrstice). Reparentno delovanje se lahko uporabi za dodajanje vsebine enega okna k drugemu. Aplikacija Flash Player se lahko na primer uporabi z oknom spletnega brskalnika, tako da je na videz del tistega programa. Reparentni upravljalniki oken lahko zato preuredijo en ali več programov v isto okno, in lahko preprosto združujejo pokrivanje in skladanje na različne načine.

## Microsoft Windows
MS Windows ima integrirani skladovni upravljalnik oken od različice Windows 2.0. V Windows Vista se je uvedel kompozitni Desktop Window Manager (DWM, dwm.exe) kot dodatna strojno-pospeševalna alternativa. V MS Windows je vloga upravljalnika oken tesno povezana z grafičnimi podsistemi jedra in je v veliki meri nenadomestljiva, čeprav se lahko rabijo uslužnostmi programi drugih proizvajalcev za simulacijo pokrivalnega upravljalnika oken na vrhu takšnih sistemov. Od različice Windows 8 upravljalnika DWM uporabnik ali aplikacija ne moreta več onemogočiti.
Windows Explorer (explorer.exe) se privzeto rabi v sodobnih sistemih MS Windows za zagotovitev upravljalnika panelov in datotek skupaj z mnogimi funkcijami upravljalnika oken. Izgled sistema MS Windows se lahko spremeni z dobavljenimi konfiguracijskimi uslužnostnimi programi, s spreminjanjem podatkovne baze Windows Registry ali z orodji drugih proizvajalcev, kot sta na primer WindowBlinds ali Resource Hacker.
Upravljalnik oken MS Windows se lahko obnaša tudi kot upravljalnik oken X z implementacijo Cygwin/X v mnogookenskemu načinu (in morda v drugih implementacijah sistema X Window).
Microsoft in X Window System uporabljata različne izraze za opis podobnih konceptov. Za funkcionalnost upravljalnika oken v MS Windows na primer ne obstaja posebna beseda. Včasih se v tem kontekstu rabi beseda lupina, vendar njen pomen ni jasen.

## Vrste upravljalnikov oken
Upravljalniki oken se velikokrat razdelijo na tri ali več razredov, ki opisujejo kako se okna izrisujejo in posodabljajo.

### Kompozitni upravljalniki oken
Kompozitni upravljalniki oken okna ustvarjajo in izrisujejo ločeno in jih nato sestavljajo ter prikazujejo v različnih dvo in trirazsežnih okoljih. Najbolj razviti upravljalniki oken dopuščajo veliko različnost vmesniškega izgleda in občutja, ter obstoj razvitih dvo in trirazsežnih vizualnih učinkov.

### Skladovni upravljalniki oken
Vsi upravljalniki oken, ki imajo prekrivajoča okna in niso kompozitni, so skladovni upravljalniki, čeprav je možno, da vsi ne uporabljajo enakih metod. Skladovni upravljalniki oken omogočajo prekrivanje oken, kjer se najprej izrizujejo okna v ozadju, kar je znano kot algoritem slikarja. Spremembe včasih zahtevajo, da se vsa okna ponovno naložijo ali izrišejo, kar po navadi vključuje izrisovanje vsakega okna. Vendar, da se okno v ozadju postavi v ospredje, po navadi zahteva izrisovanje le enega okna, saj imajo lahko okna v ozadju bite drugih oken narisane čez njih, kar učinkovito izbriše področja, ki so prekrita.

### Pokrivalni upravljalniki oken
Pokrivalni upravjalniki oken izrisujejo vsa okna na zaslonu in jih postavitvijo skupaj ob strani, spodaj ali zgoraj, tako da nobeno okno ne prekriva drugega. V MS Windows 1.0 je bil v uporabi pokrivalni upravljalnik oken. Tudi za X Windows sistem obstaja več takšnih upravljalnikov oken.

### Dinamični upravljalniki oken
Dinamični upravljalniki oken lahko dinamično preklapljajo med pokrivalnim ali plavajočim načinom. Za X Windows sistem obstaja več takšnih upravljalnikov oken.